# Hassan Annouri
Hassan Annouri (* 17. Juli 1974 in Langen), auch bekannt unter dem Pseudonym Fast H, ist ein deutscher Musiker und Produzent aus Frankfurt am Main.

## Leben und Karriere
Annouri, der marokkanischer Abstammung ist, trat bereits in den frühen 1990ern als Mitglied von Smash?, einem Hardcore-Techno-Projekt mit Marc Acardipane in Erscheinung, mit dem er unter anderem über Sony Dance Pool Charterfolge feierte und im Jahr 1994 das Album Prolos Have More Fun veröffentlichte, und deren bekannteste Titel „Konstablerwache“ und „Korreckte Atmosphaere“ waren. Bei diesem Projekt war er meist für den Rap verantwortlich, wie auch später beim Projekt Tschabos mit Miro Pajic, von dem im Jahr 2001 das Best-Of-Album Feierabend (The Best Of Tschabos) veröffentlicht wurde. Als Mitglied von Variety Pac veröffentlichte er 1995 mit „Laber mir kein Ohr“ eine der ersten deutschen Hardcore-Hip-Hop-Platten.
Hassan Annouri ist Gründer von Bock auf’n Beat Music Productions. Er produzierte unter anderem für Afrob, Joy Denalane, Sido und DJ Tomekk, Cappadonna (Wu-Tang Clan) und Fatman Scoop. Auch für Dr. Dre und Xzibit fertigte er Remixe an.
Zwischenzeitlich trat er auch als Schauspieler in Erscheinung. Er spielte eine Filmrolle in Der Millionär und die Stripperin und steuerte dem Soundtrack insgesamt elf Titel bei. Für den Film zu Kopf oder Zahl produzierte er den Soundtrack. Auch zum Film Leroy kreierte Hassan Annouri drei Songs.
Im Juli 2009 veröffentlichte Hassan Annouri sein Debütalbum mit dem Titel International. Das komplett von Bock auf’n Beat produzierte Album beinhaltet Gastauftritte diverser bekannter Künstler, wie z. B. Cassandra Steen, Sido, Afrob und Eko Fresh.
Im Jahr 2010 veröffentlichte er die Frankfurt-Hymne und Hurra hurra – Die Frankfurter sind da!. 2012 folgte die Single Frankfurter Jungs.
Neben seiner Musik setzt er sich stark für die Frankfurter Jugendlichen ein, organisiert Benefizkonzerte und -veranstaltungen und Schüler-Musicals.
Seit Januar 2014 moderiert Hassan Annouri jeden Samstagabend die Sendung Main Frankfurt auf dem hessischen Radiosender Antenne Frankfurt 95,1. Seine Gäste sind Frankfurter Größen aus allen Branchen, die im Live-Talk von ihrem Leben und Wirken in der Stadt Frankfurt am Main erzählen.
2017 musste sich Annouri wegen versuchten Totschlags und gefährlicher Körperverletzung vor Gericht verantworten. Ihm und einem Mittäter wurde vorgeworfen, im August 2015 einen 38-Jährigen Mann lebensgefährlich zusammengeschlagen und -getreten zu haben. Annouri selbst bestritt die Tat und sprach von einer Verwechslung. Er wurde vom Landgericht Frankfurt freigesprochen. Ende April 2018 gab er ein Konzert mit dem Rapper D-Flame.
Seit 2019 betreibt Annouri, die Szene-Bar & Café am Rothschildpark in Frankfurter Stadtteil Westend Noah im Geschäftszentrum Die Welle.

## Diskografie

### Alben
- 1994: Smash? – Prolos Have More Fun (als Fast H; mit Marc Acardipane)
- 1995: Variety Pac – Laber Mir Kein Ohr (mit Trumpet)
- 2001: Tschabos – Feierabend (The Best Of Tschabos) (als Fast H; mit Miro Pajic)
- 2009: International

### Singles
- 2009: Traurige Lieder (featuring Dean Dawson & Blaze)
- 2009: Hoffnung
- 2009: So cool wie ich
- 2009: Teufelskreis
- 2010: Frankfurt-Hymne
- 2010: Hurra hurra – Die Frankfurter sind da!
- 2011: Wir stehen auf (feat Yassir, Harris, Marc Reis, Celo & Abdi, Saman und Demain) (Video gegen Kindermisshandlung, Initiatorin Xenia Hügel[3])
- 2012: Frankfurter Jungs (featuring Twin)
- 2013: Doppel D (featuring Jonesman)
- 2022: Wir sind alles Frankfurter